# Lažánky (Moravia meridionale)
Lažánky (in tedesco Laschanko) è un comune della Repubblica Ceca facente parte del distretto di Brno-venkov, in Moravia Meridionale.